# Kościół Piotra i Pawła w Angermünde
Kościół klasztorny Piotra i Pawła (niem. Klosterkirche Peter und Paul) – romańsko-gotycka świątynia znajdująca się w niemieckim mieście Angermünde, wzniesiona przez zakon franciszkanów.

## Historia
Pierwsza wzmianka o klasztorze franciszkanów pochodzi z 1292 roku, istniała wówczas późnoromańska, halowa bazylika z kamienia polnego. Około 1300 roku rozbudowano ją do dwunawowego, ceglanego kościoła halowego. W 1567 elektor Joachim II Hektor dokonał kasacji placówki, a świątynię przejęło miasto i przekazało ją protestantom. Zabudowania klasztorne zostały uszkodzone podczas wojny trzydziestoletniej, a XVIII wieku rozebrano je, pozostawiając jedynie kościół. W następnych latach służył on m.in. jako kwatera dla jeńców wojennych, hala musztrowa, remiza strażacka, wagonownia i magazyn. W 1933 budynek poddano pierwszej renowacji, w latach 1991–1992 wyremontowano dach, a w latach 1991–1999 miała miejsce gruntowna restauracja świątyni. 3 lipca 1999 otwarto tu centrum kultury, od 2006 przykościelny plac służy jako przestrzeń do organizacji imprez plenerowych. W 2021 obiekt zamknięto z powodu pogarszającego się stanu konstrukcyjnego dachu.

## Architektura
Świątynia gotycka, dwunawowa, o układzie halowym, z zachowanymi elementami późnoromańskimi z poprzedniej świątyni. Architektura kompleksu nawiązywała do klasztoru w Chorinie. Powierzchnia użytkowa kościoła wynosi 727 m², budynek ma 56 m długości i prawie 30 m wysokości. Prezbiterium jest oddzielone od korpusu nawowego za pomocą XIV-wiecznego lektorium. Wewnątrz znajdują się pozostałości fresków z XIII wieku, późnogotyckie malowidła z końca XV wieku i polichromie na sklepieniach zakrystii.

## Galeria

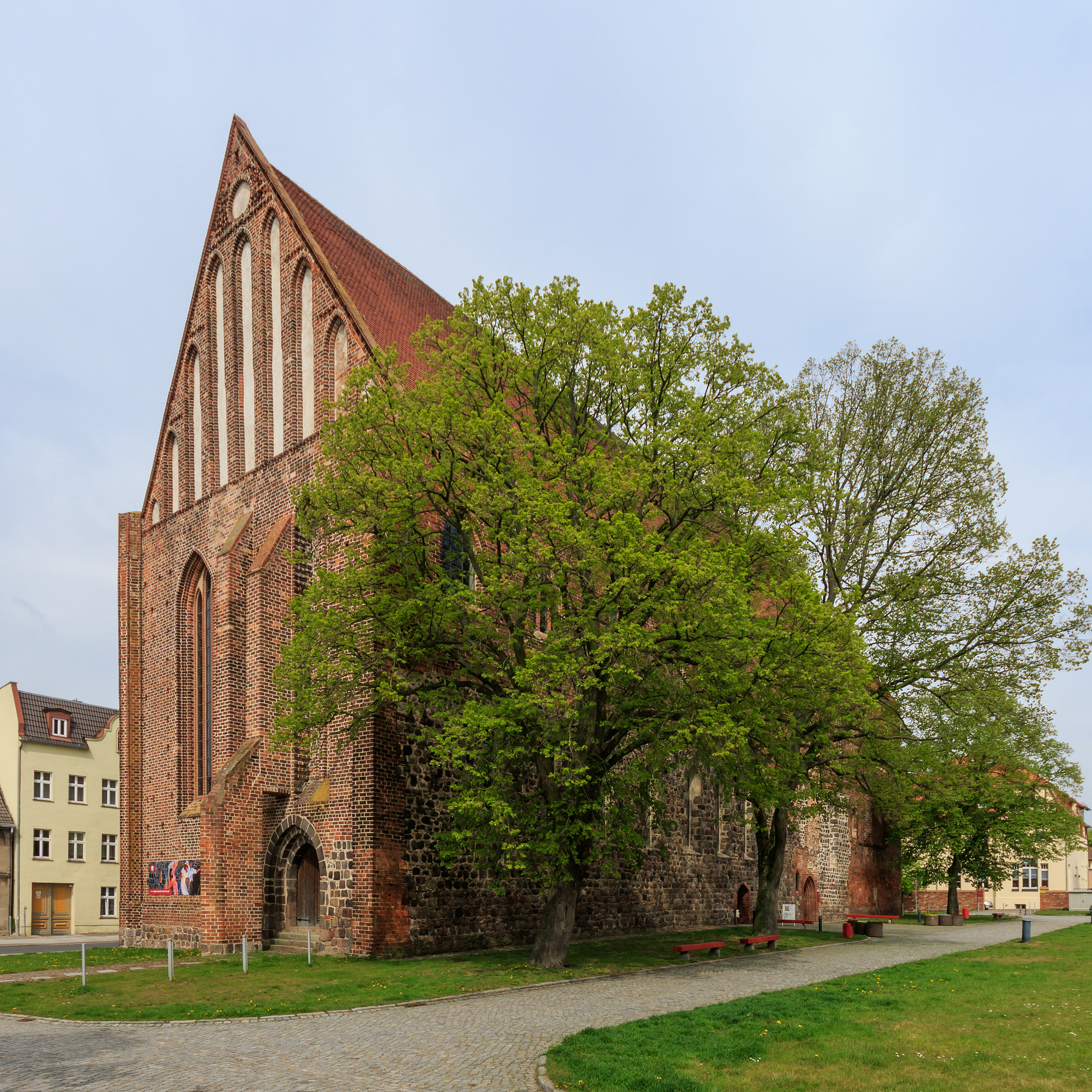
Widok z południowego zachodu
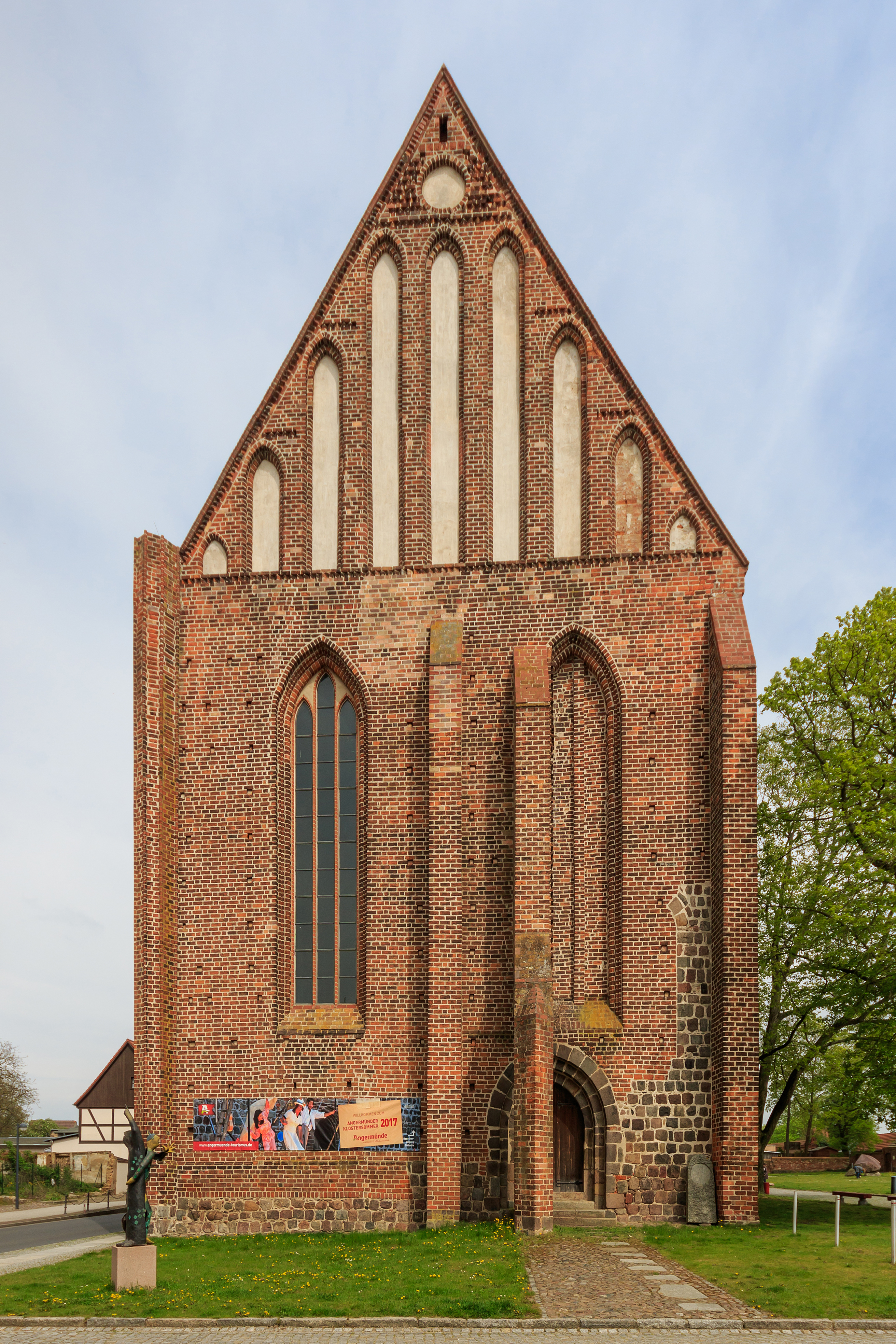
Fasada
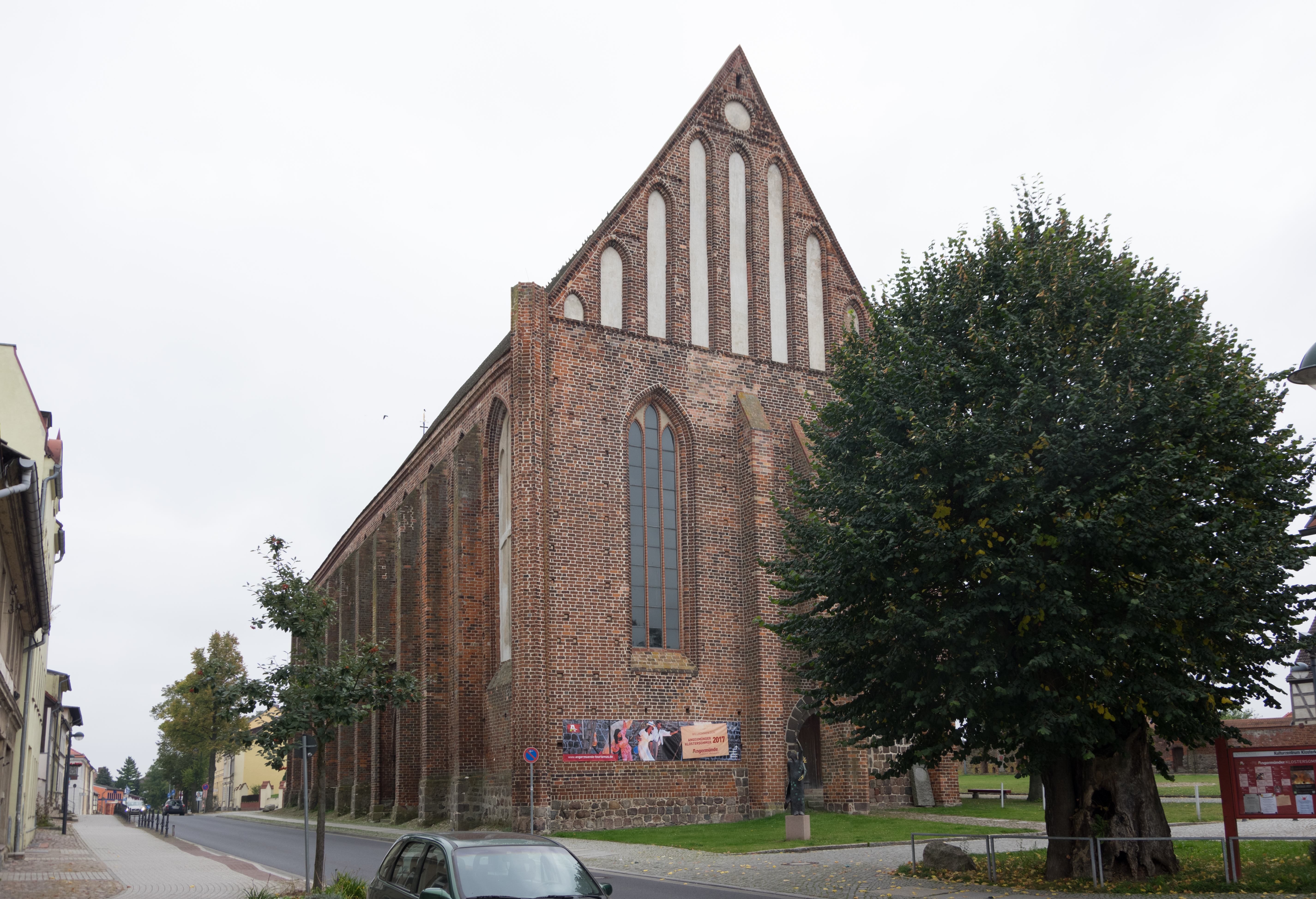
Widok z północnego zachodu
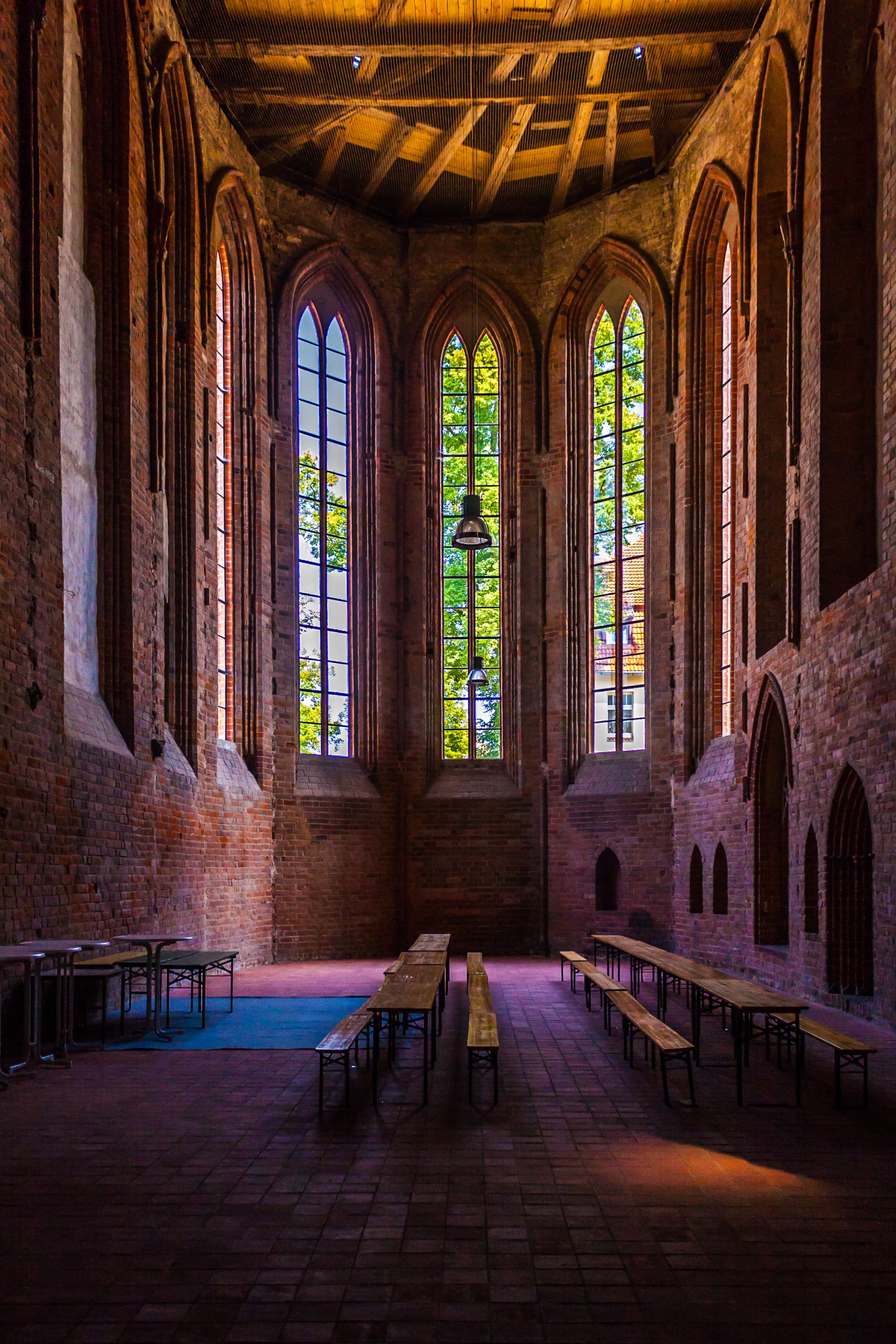
Prezbiterium